# Xylopia le-testui
Xylopia le-testui är en kirimojaväxtart som beskrevs av François Pellegrin. Xylopia le-testui ingår i släktet Xylopia och familjen kirimojaväxter. Utöver nominatformen finns också underarten X. l. longepilosa.